# Esgrima nos Jogos Pan-Americanos de 1951 - Florete por equipes masculino
A competição do florete por equipes masculino foi um dos eventos da esgrima nos Jogos Pan-Americanos de 1951, em Buenos Aires. Foi disputada na sede do Club de Gimnasia y Esgrima entre 27 e 28 de fevereiro.

## Calendário
Horário local (UTC-3).
| Data            | Horário | Fase                |
| --------------- | ------- | ------------------- |
| 27 de fevereiro | 10:30   | Fase eliminatória   |
| 27 de fevereiro | 16:00   | Semifinal           |
| 28 de fevereiro |         | Disputa pelo bronze |
| 28 de fevereiro |         | Final               |

## Medalhistas
|  | USA Estados Unidos                                                                            |  | ARG Argentina                                                                          |  | CUB Cuba                                                            |
|  | Albert Wolff Byron Krieger Edward Vebell José Raoul de Capriles Nathaniel Lubell Tibor Nyilas |  | Adolfo Lavalle Antonio Villamil Armando Repetto Floro Díaz Raúl Saucedo Vito Simonetti |  | Abelardo Menéndez Armando Barrientos Jorge Agostini Miguel Olivella |

## Resultados

### Fase eliminatória
Grupo A
- México  8–8  Chile (58 x 57 estocadas)
- Estados Unidos  15–1  Panamá (79 x 25 estocadas)
- Estados Unidos  10–3  Chile
- México  9–5  Panamá

Grupo B
- Cuba  10–6  Brasil (68 x 50 estocadas)
- Argentina  15–1  Colômbia (78 x 37 estocadas)
- Argentina  11–5  Brasil
- Cuba  9–4  Colômbia

### Semifinal
- Estados Unidos  10–6  Cuba
- Argentina  12–4  México

### Final
- Estados Unidos  9–6  Argentina[1]

Disputa do 3º lugar
- Cuba  9–5  México